# Estremadurci
Estremadurci, narod ili etnička grupa iz skupine romanskih naroda, nastanjeni u autonomnoj regiji Extremadura na zapadu Španjolske. Oko 1,1 milijun pripadnika, od kojih tek oko 200,000 aktivno govori materinskim jezikom. 

## Ime i Povijest
Estremadurci su etnički najbliži rođaci današnjih Portugalaca, a jedni i drugi svoje porijeklo vuku od romaniziranih Keltibera Luzitanaca. Ovaj kraj nastanjen je još u paleolitiku, a ljudi koje poznajemo kao Luzitance pojavit će se u povijesti oko 1000 pr. Kr. U njihovom stvaranju sudjeluju Kelti koji u ranom prvom tisućljeću pr. Kr. prodiru u više navrata na Iberski poluotok, gdje će se miješati s prastanovnicima Iberima. Stvaraju se novi narodi i plemena koji će postat poznati kao Keltiberi. Lusitani će svoje ime dati kasnijoj rimskoj provinciji Luzitaniji koja je pokrivala područje sadašnjeg Portugala i Estremadure. Španjolska Estremadura, koja se ne smije brkati s portugalskom, svoje ime dobiva po tome što je tijekom rekonkviste i dijelom u 12. stoljeću na krajnjoj granici gdje počinje vlast islama. 
Još 25. pr. Kr. utemeljen je grad Augusta Emerita koji postaje središte cijele Luzitanije, a na njegovom mjestu danas se nalazi suvremena Mérida. Godine 1883. Luzitanija se podijelila na dvije provincije, sjevernu Cáceres i Badajoz na jugu, a 1983. izborili su se za autonomni statut svoje regije. U nju se ipak slabo ulaže pa su Estremadurci prisiljeni konstantno iseljavati u druge krajeve.

## Etnografija
Glazba i ples 
Estremadurci žive u ekonomski najsiromašnijoj regiji, poglavito od agrara pa mnogi iseljavaju u Južnu Ameriku. Njihova kultura još u davna vremena nastaje pod utjecajem Ibera, Ligura, Kelta i onda kasnijih Rimljana, Kartažana i Maura. Utjecaj sa strane osobito se osjeća u glazbi. Među glazbene instrumente Estremaduraca, kaže izvjesni Michel Conci iz Nieuw-Vennepa čija je majka po njegovim riječima porijeklom Estremadurka, spadaju flauta, akordeon, bubnjevi, gitara i jedna neobična vrsta membranofona, poznatog kao zambomba (vidi  Arhivirana inačica izvorne stranice od 25. kolovoza 2007. (Wayback Machine)). Zambomba je tipična i njihovim rođacima Portugalcima, a poznaju ga pod imenom sarronca (vidi sliku  Arhivirana inačica izvorne stranice od 9. listopada 2007. (Wayback Machine)), a prema mjestu svog nastanka sarronca je poznmata i kao roncadeira, zamburra, zurra-burros ili snore. Zambomba i sarronca najčešće se koriste tijekom Božića a uz njihovu pratnju igra se i jota. Kako su Estremadurci i Portugalci mnogo iseljavali u Novi svijet, napose u Južnu Ameriku i tamo nalazimo rođakinju jote, to je brazilska cuíca (kvika), kojoj tamo svoj pečat daju i potomci crnačkih robova, ali ona nije bila nepoznata ni u Africi, i tamo su je poznavali (vidi). Jota se osim uz zambombu igra i uz pratnju akordeona, kastanjeta, flaute, tamburina, gitare i triangla. 
 Kuhinja 
Hrana i gastronomija zauzimaju posebno mjesto u kulturnom identitetu Estrenadueaca. Nacionalnoj gastronomiji pripadaju janjetina i sušeni svinjski proizvodi, napose šunke, po kojima su svjetski poznati, nadalje sušene domaće kobasice, ovčji sirevi i vina “Ribera del Guadiana” (vidi  Arhivirana inačica izvorne stranice od 1. prosinca 2007. (Wayback Machine)).

## Jezik
Estremadurski jezik (ehtremeñu) član je romanske grane indoeuropskih jezika kojim danas aktivno govori oko 200,000 ljudi unutar 1,1 milijuna etničkih Estremaduraca, a oko 500,000 ljudi još je sposobno da se na njemu uspiju sporazumijevati. Jezik ima tri dijalekta: sjeverni ili artu ehtremeñu, središnji (meyu ehtremeñu) i južni ili bahu ehtremeñu.

## Poznati Estremadurci
Najpoznatiji španjolski konkvistadori bili su Estremadurci, a njihova domovina poznata je i kao 'zemlja konkvistadora. Otkrićem Amerike mnogi će se uputiti u prekomorske pustolovine i otkrivat i osvajat nove krajeve i zemlje. Estremadurski konkvistadori istražit će krajeve sve od gorja Appalachian do Anda, uključujući gorje Ozark, Mississippi, Amazonu i pacifičku obalu. Osvojili su najsnažnija američka carstva, zemlje Inka i Asteka, a njihova imena ostala su zauvijek upisana u kjnigu povijesti. To su bili: Hernán Cortés, Francisco Pizarro, Francisco de Orellana, Vasco Núñez de Balboa, Hernando de Soto, Pedro de Alvarado i Pedro de Valdivia.

## Vanjske poveznice
- Who are Extremadurans?